# Mahonien
Die Mahonien (Mahonia) sind eine Pflanzengattung in der Familie der Berberitzengewächse (Berberidaceae).
Sie sind nahe verwandt mit den Berberitzen (Berberis) und wurden von einigen Botanikern in diese Gattung eingeordnet. Mahonien unterscheiden sich von den Berberitzen beispielsweise in ihrer Größe, durch das Fehlen von Dornen und durch die gefiederten Blätter.

## Beschreibung

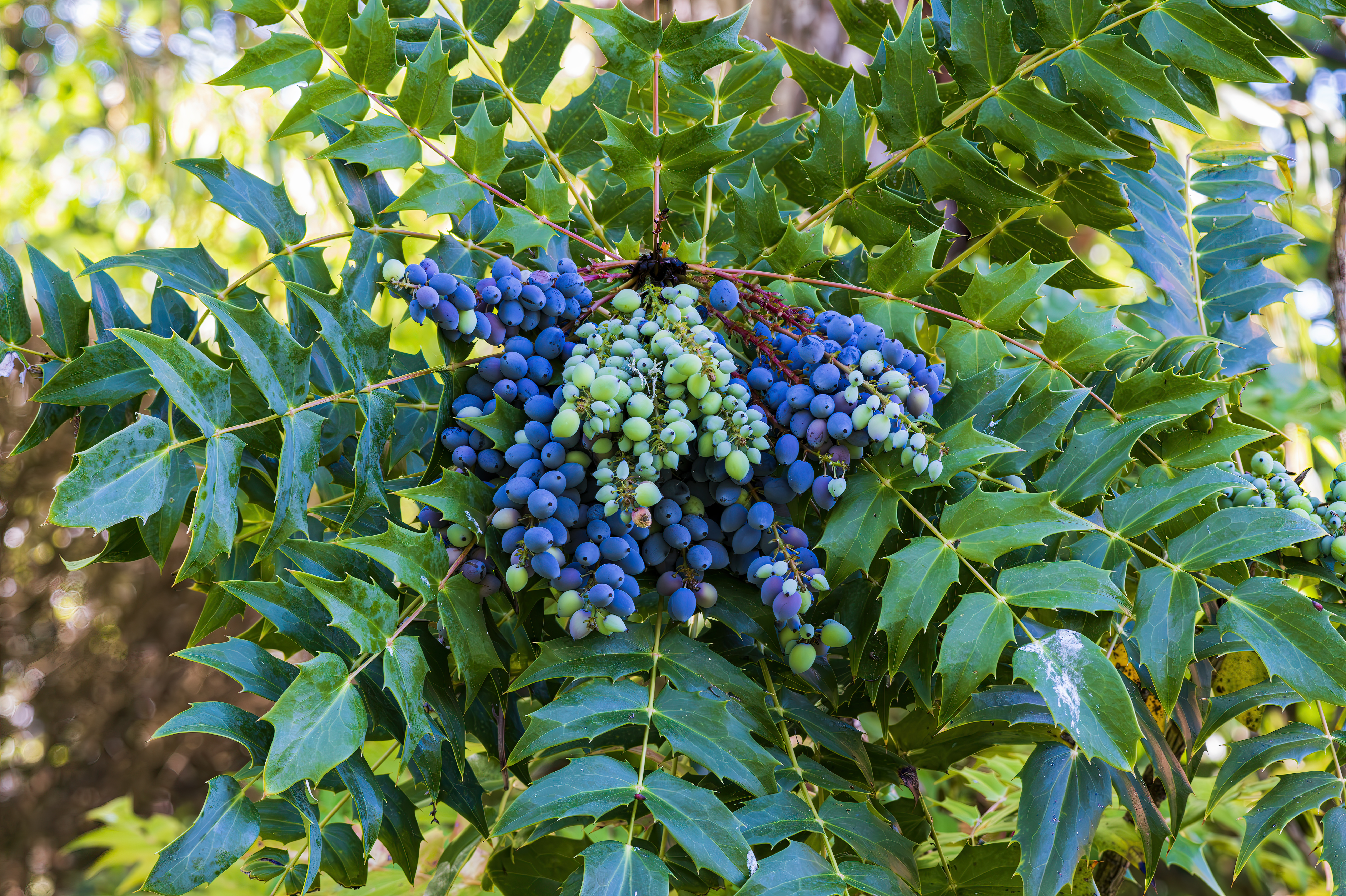
Beales Mahonie (Mahonia bealei) mit Früchten

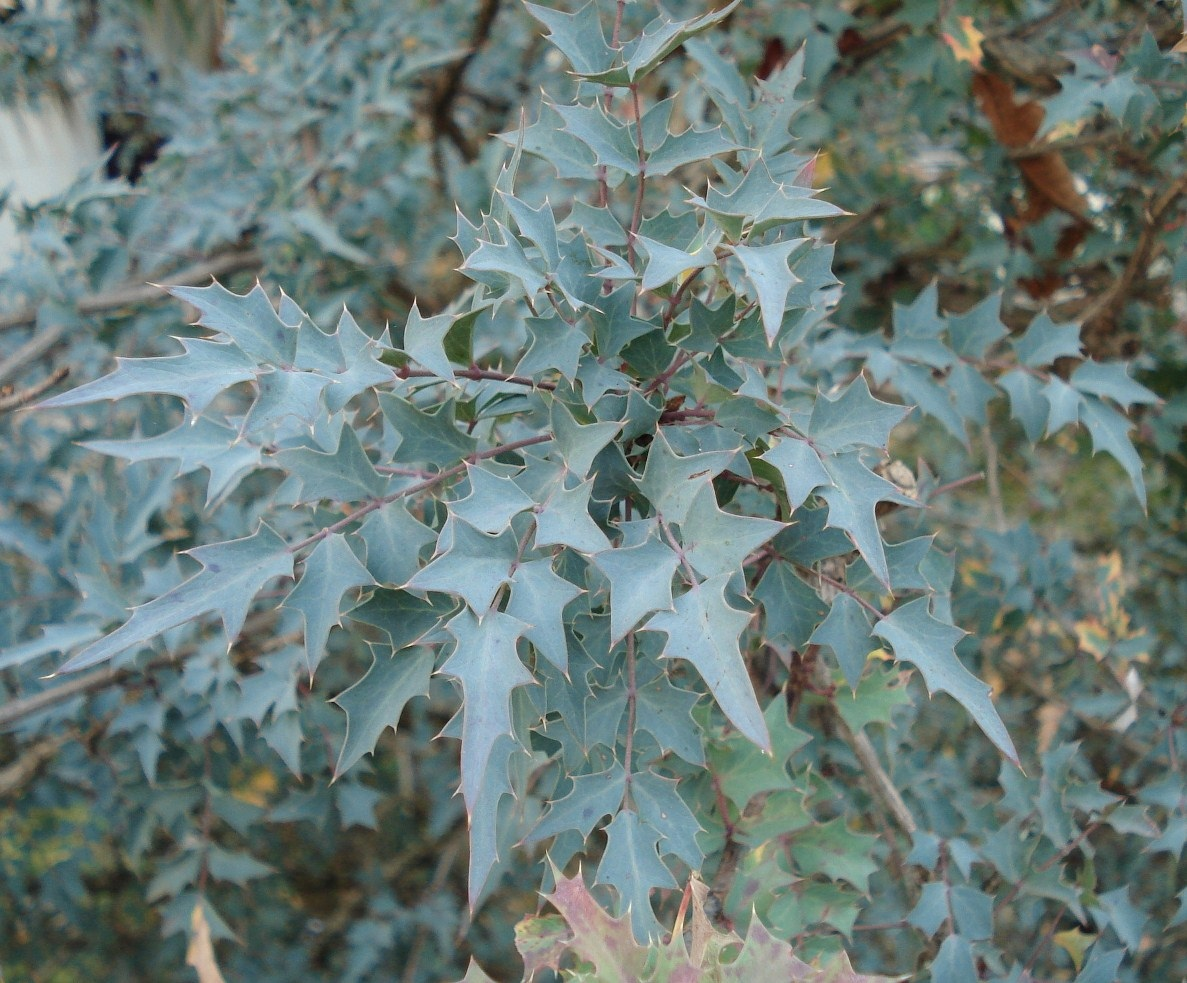
Laubblätter von Fremonts Mahonie (Mahonia fremontii)

### Vegetative Merkmale
Mahonien-Arten sind immergrüne Sträucher ohne Dornen. Die wechselständigen Laubblätter können gestielt oder ungestielt sein. Die Blattspreiten sind immer unpaarig gefiedert. Die Fiederblättchen sind meist ungestielt, außer das Endblättchen, und die Ränder können ganz, gesägt bis gezähnt oder dornzähnig sein. Die Blätter stehen an Langtrieben, Kurztriebe fehlen.
Die Sträucher werden bis 125 cm hoch, in dichter buschiger Wuchsform.

### Generative Merkmale
Die zwittrigen Blüten erscheinen endständig an Langtrieben. Viele Blüten sind in einfachen oder verzweigten, traubigen oder rispigen bis büscheligen Blütenständen angeordnet. Es sind meist Blütenstiele und verschiedene Tragblätter vorhanden. Die gelben, dreizähligen Blüten haben bis zu drei Kelchblatt- und zwei Kronblattkreise. Es sind sechs kurze Staubblätter vorhanden. Sie sind berührungsempfindlich wie jene von Berberis. Die Petalen können innen an der Basis Drüsen besitzen. Der Fruchtknoten ist oberständig mit sitzender Narbe oder einem kurzen Griffel.
Die ein- bis mehrsamigen Beeren sind blau bis blauschwarz und oft „bereift“.

## Verbreitung
Mahonien-Arten sind in Asien, hauptsächlich im östlichen Asien, Südostasien und dem Himalaya, außerdem in Nord-, Mittelamerika und im westlichen Südamerika heimisch. Von den 31 in China vorkommenden Arten sind 23 Arten Endemiten.
Die typische Art der Gattung ist die Gewöhnliche Mahonie (Mahonia aquifolium), die an der Pazifikküste Nordamerikas beheimatet ist. 

## Neophyt
In den gemäßigten Breiten wird sie als Zierpflanze in Parks und Gärten gepflanzt; in weiten Gebieten kommt sie als Neophyt auch verwildert vor. Als invasive Art können Mahonien Ökosysteme schädigen, daher wird von der Neuanpflanzung abgeraten. Mahonien sind anspruchslos bezüglich der Böden und haben eine hohe Bodenfrostresistenz. Das macht sie einerseits zur beliebten pflegeleichten Garten- und Parkpflanze, andererseits begünstigt es die unerwünschte Ausbreitung als Neophyt. Einige Mahonienarten sind beliebte Gartensträucher wegen ihrer dekorativen Blätter, gelben Blüten und blau-schwarzen Beeren. Die Beeren von Mahonia aquifolium (gewöhnliche Mahonie) sind essbar und werden zu Gelee, Fruchtwein etc. verarbeitet. Traditionell werden die Beeren bei Hauterkrankungen verwendet, eine Wirkung ist aber derzeit nicht wissenschaftlich belegt.
In die mit Wirkung vom 1. September 2024 geänderte Freisetzungsverordnung hat die Schweiz die Mahonie nicht aufgenommen, so dass Anpflanzung und Vertrieb auch weiterhin möglich sind.
Für Österreich empfiehlt die Österreichische Gartenbau-Gesellschaft statt Mahonien die Gemeine Stechpalme (Ilex aquifolium) zu pflanzen, sie sei „die einzige in Mitteleuropa heimische Vertreterin der Gattung Ilex“.

## Botanische Geschichte der ehemaligen GattungMahonia
Mahonia japonica wurde als erste Mahonie, damals noch unter dem Basionym Ilex iaponica, vom schwedischen Naturforscher Carl Peter Thunberg 1784 erstbeschrieben.
Die erste „Berberitze mit gefiederten Blättern“ früher Mahonia pinnata wurde 1803 von Mariano Lagasca als Berberis pinnata beschrieben. 1817 schließlich erfolgte durch Constantine S. Rafinesque-Schmaltz die Beschreibung der ehemaligen Gattung Mahonia entsprechenden Pflanzengattung Odontostemon, die sich aber nicht durchsetzte.
Der wissenschaftliche Gattungsname Mahonia wurde 1818 vom amerikanischen Botaniker Thomas Nuttall aufgestellt. Der Name Mahonia ehrt den irisch-amerikanischen Gärtner Bernard M’Mahon (1775–1816). Seinerzeit wurden darunter die beiden Arten Mahonia aquifolium und Mahonia nervosa gefasst, die 1814 von Frederick Traugott Pursh beschrieben und zunächst der Gattung Berberis zugeordnet worden waren.
1824 schließlich waren bereits sechs Arten der Pflanzengattung Mahonia beschrieben, darunter Mahonia japonica. Verschiedene Autoren vereinigten in Folge wieder Berberis und Mahonia, indem sie meist die Pflanzengattung Berberis mit den Untergattungen Euberberis (mit einfachen Blättern) und Mahonia (mit gefiederten Blättern) anführten.

## Unterschiede zwischen Mahonien und Berberitzen
Die beiden Pflanzengattungen Mahonia und Berberis sind nahe verwandt; von manchen Botanikern werden sie gemeinsam in die Pflanzengattung Berberis gestellt. Allerdings unterscheiden sich Mahonien von den Berberitzen grundsätzlich durch immergrüne, stets unpaarig gefiederte Blätter und durch das Fehlen von Dornen. Im Unterschied zu Berberitzen gibt es bei Mahonien keine Kurztriebe, die Blütenstände sind hier endständig an Langtrieben, so dass eine Einteilung in zwei Gattungen aufgrund morphologischer Merkmale im vorletzten Jahrhundert ohne molekulargenetische Daten gerechtfertigt war.

## Bilder

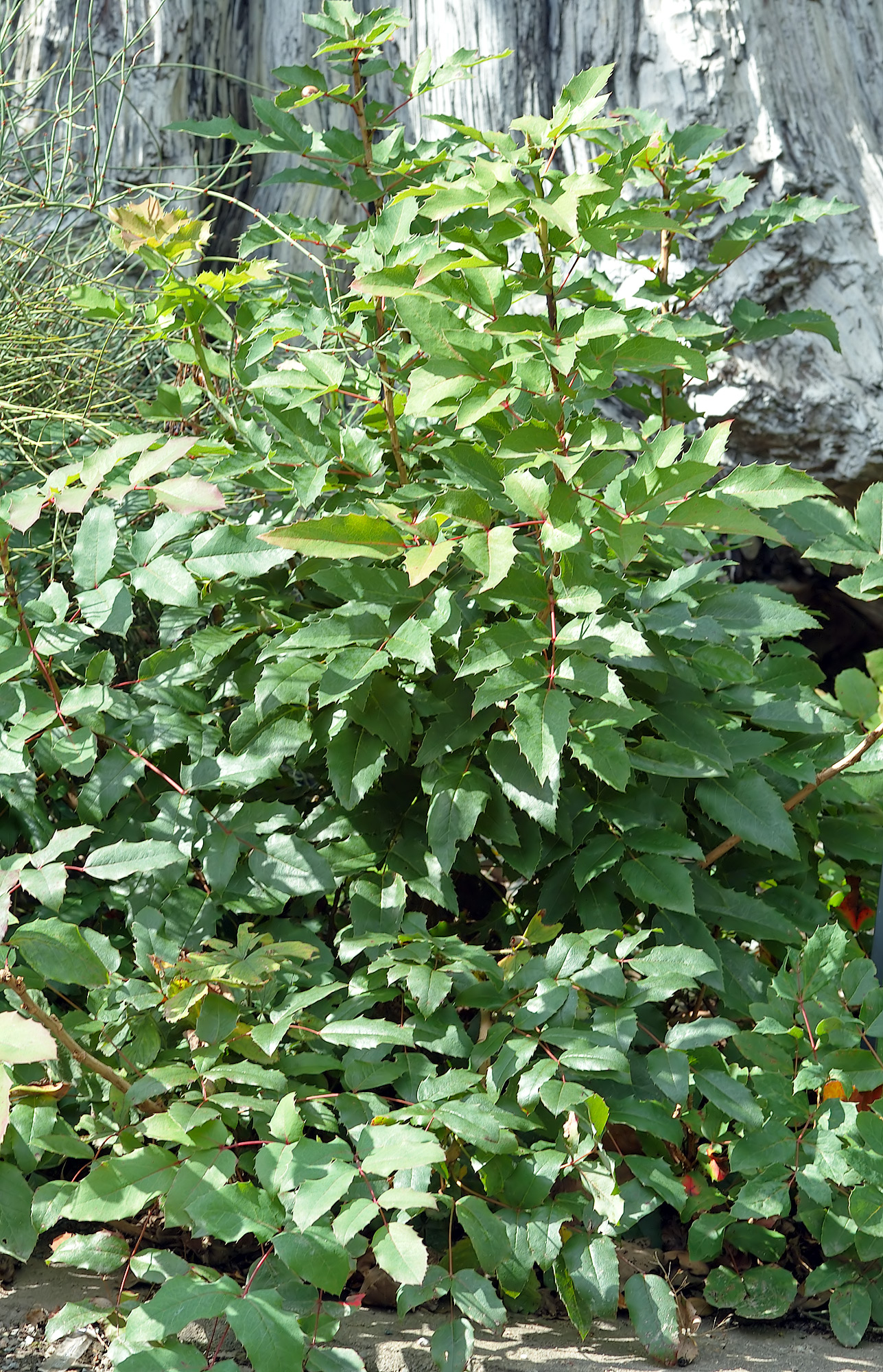
Kriechende Mahonie (Mahonia repens)
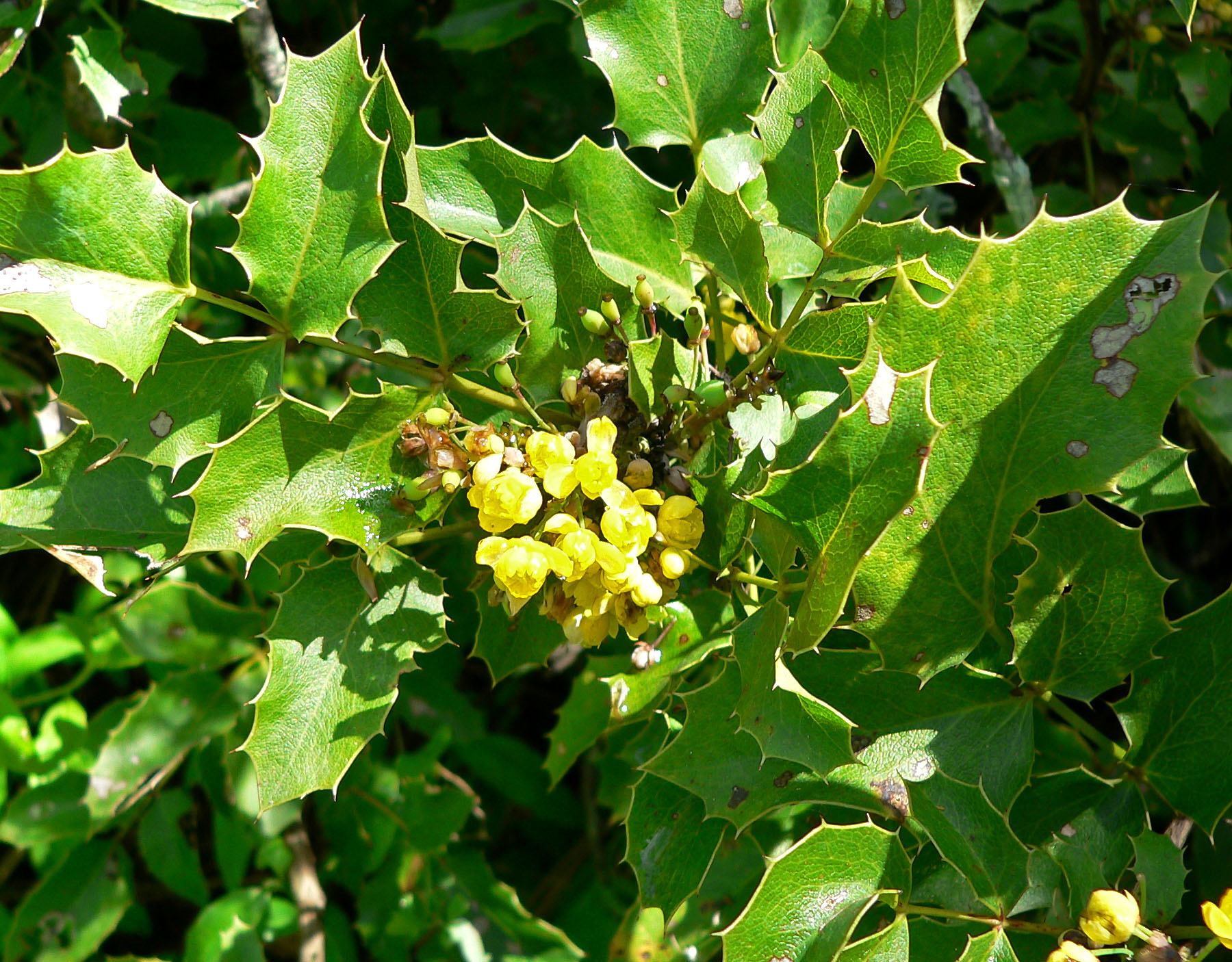
Mahonia dictyota
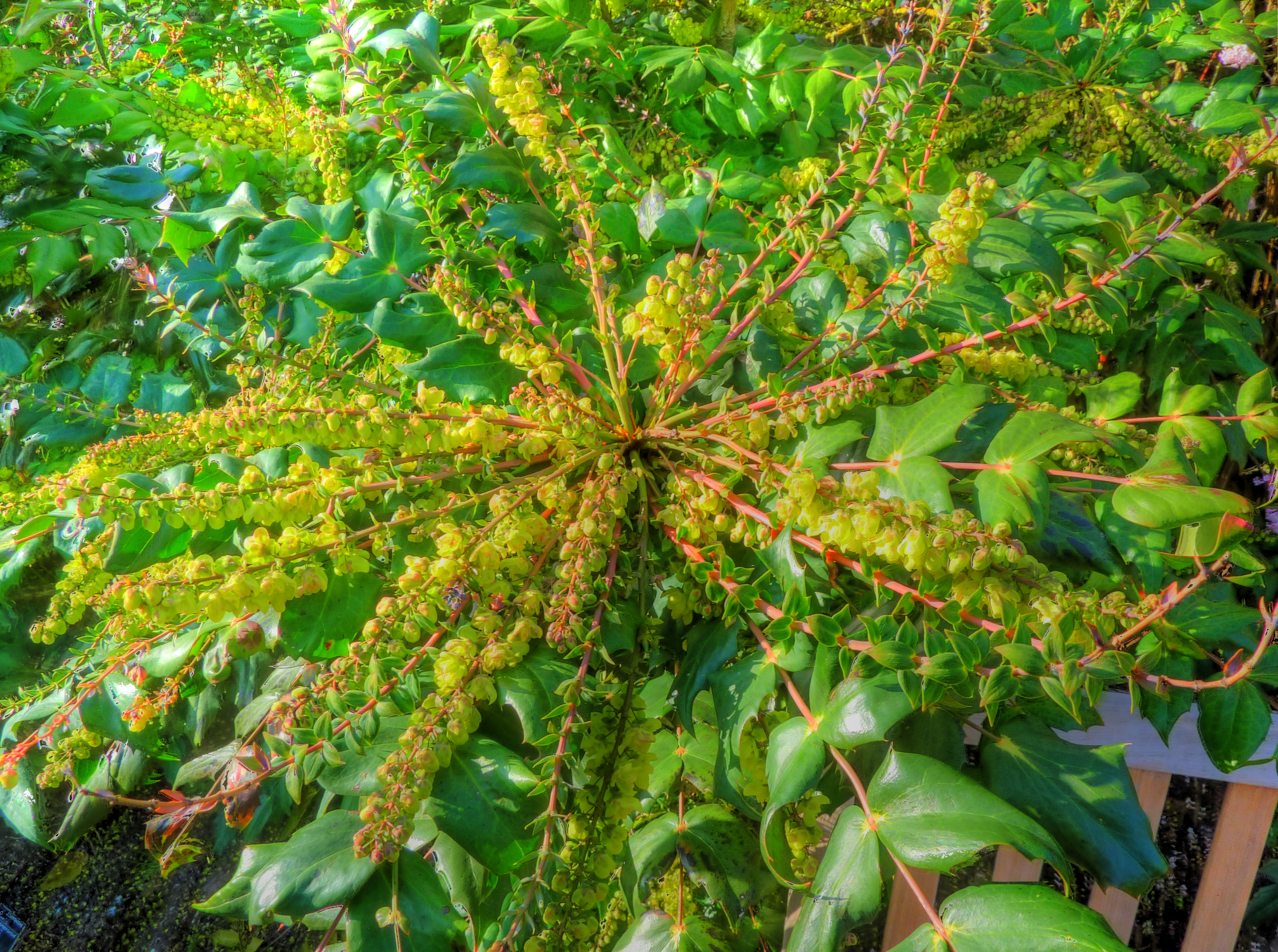
Japanische Mahonie (Mahonia japonica) Sorte Hiemalis
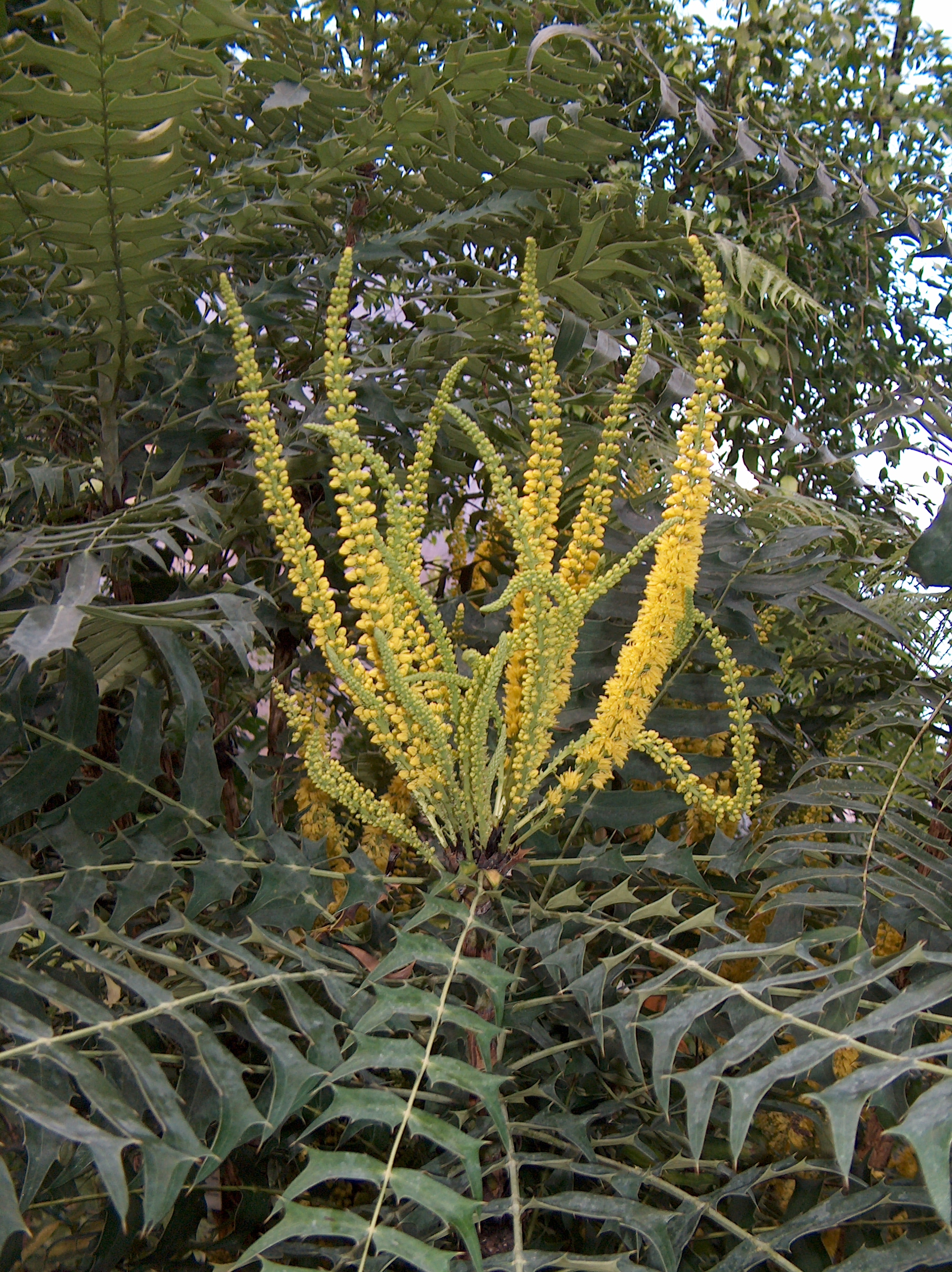
Lomariablättrige Mahonie (Mahonia lomariifolia)
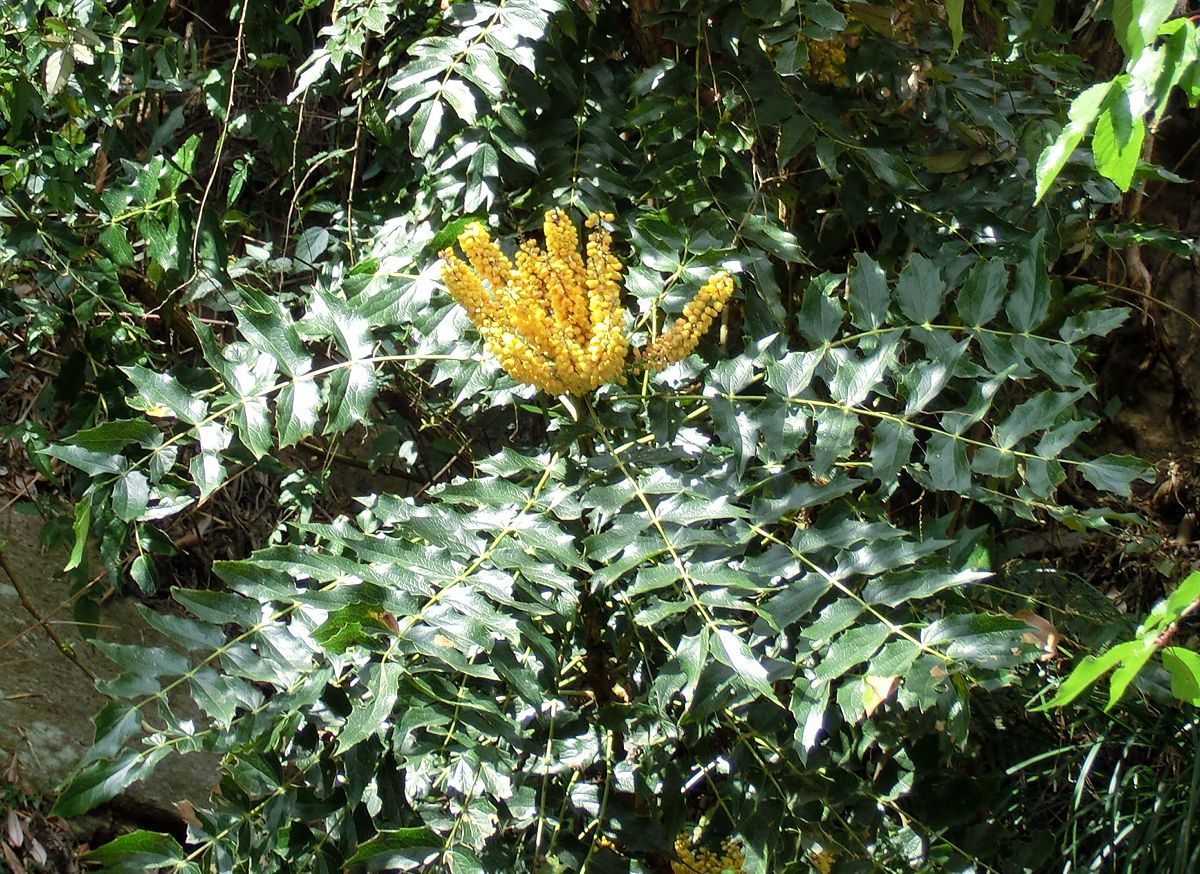
Nepal-Mahonie (Mahonia napaulensis)
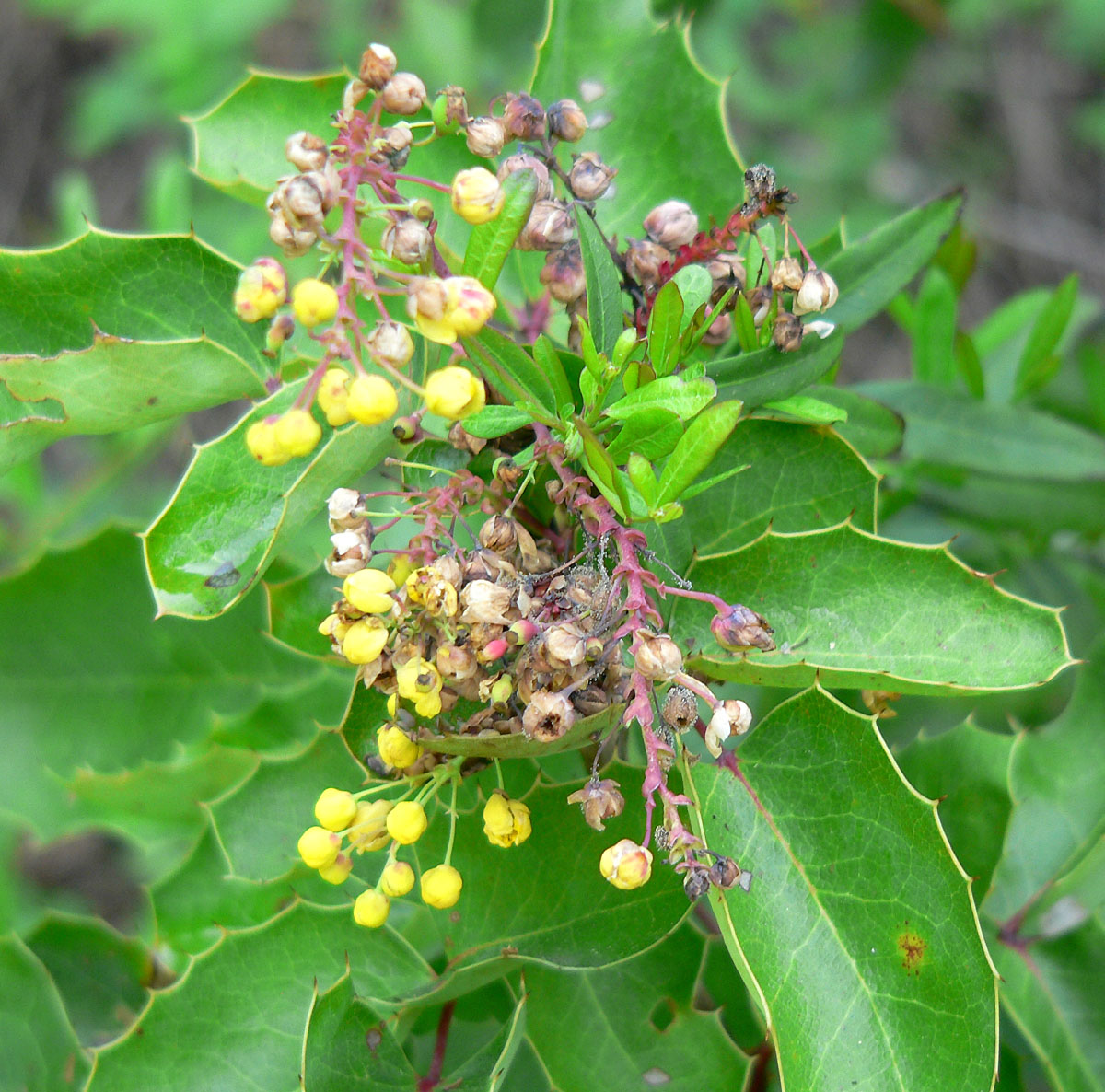
Kriechende Mahonie (Mahonia repens)
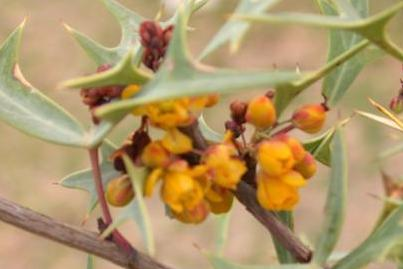
Mahonia trifoliolata
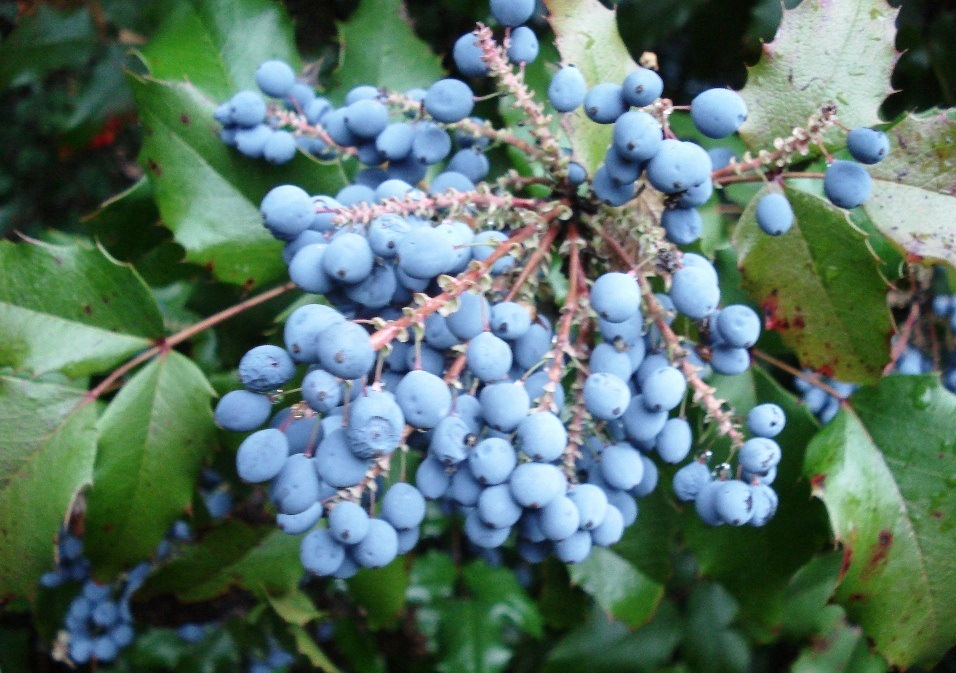
Früchte der Gewöhnlichen Mahonie (Mahonia aquifolium)

## Arten
Es gibt ungefähr 60 bis 70 Mahonia-Arten (Auswahl):
| Nord- und Mittelamerika - Gewöhnliche Mahonie (Mahonia aquifolium (Pursh) Nutt.), Heimat: Kanada, USA, ist beispielsweise in Europa ein Neophyt. - Mahonia arguta Hutch. - Mahonia dictyota (Jeps.) Fedde, Heimat: Kalifornien. - Mahonia eutriphylla Fedde, Heimat: Mexiko. - Fremonts Mahonie (Mahonia fremontii (Torr.) Fedde), Heimat: USA. - Mahonia gracilis Hartw. ex Benth., Heimat: Mexiko. - Rotfrüchtige Mahonie (Mahonia haematocarpa (Wooton) Fedde), Heimat: USA, Mexiko. - Nervige Mahonie (Mahonia nervosa (Pursh) Nutt.), Heimat: Kanada, USA. - Mahonia nevinii A.Gray, Heimat: Kalifornien. - Fiederblättrige Mahonie (Mahonia pinnata (Lag.) Fedde), Heimat: USA, Mexiko (Baja California). - Kalifornische Mahonie (Mahonia piperiana Abrams), Heimat: Nordkalifornien, Oregon. - Zwerg-Mahonie (Mahonia pumila (Greene) Fedde), Heimat: Kalifornien, Oregon. - Kriechende Mahonie (Mahonia repens (Lindl.) G.Don), Heimat: Kanada, USA. - Mahonia swaseyi (Buckley ex M.J.Young) Fedde, Heimat: Texas. - Mahonia toluacensis (hort. ex Bean) Ahrendt, nur aus Kultur bekannt. - Dreiblättrige Mahonie (Mahonia trifolia Cham. & Schltdl.), Heimat: Mexiko. - Mahonia trifoliolata (Moric.) Fedde (Syn..: Berberis trifoliolata Moric.), Heimat: USA, Mexiko. - Wagners Mahonie (Mahonia ×wagneri (Jouin) Rehder) = Mahonia pinnata × Mahonia aquifolium | Asien - Mahonia acanthifolia Wall. ex G.Don, Heimat: Himalaja, Südwestchina. - Beales Mahonie (Mahonia bealei (Fortune) Carrière), Heimat: China (Hubei). - Mahonia berberidifolia P.G.Xiao & Y.S.Wang - Mahonia bodinieri Gagnep., Heimat: China (Zhejiang, Hunan, Guangdong, Guizhou, Sichuan, Guangxi). - Mahonia borealis Takeda, Heimat: Indien. - Mahonia bracteolata Takeda, Heimat: China (Sichuan, Yunnan) - Mahonia breviracema Y.S.Wang & P.G.Xiao, Heimat: China (Guangxi) - Mahonia conferta Takeda, Heimat: Yunnan. - Späte Mahonie (Mahonia confusa Sprague), Heimat: China - Mahonia decipiens C.K.Schneid., Heimat: China (Hubei) - Mahonia duclouxiana Gagnep. (Syn.: Mahonia siamensis Takeda), Heimat: Thailand, China (Sichuan, Yunnan, Guangxi). - Mahonia eurybracteata Fedde, Heimat: China (Hunan, Hubei, Guizhou, Sichuan, Guangxi). - Mahonia fordii C.K.Schneid., Heimat: China (Chongqing, Guangdong) - Kleine Mahonie (Mahonia fortunei (Lindl.) Fedde), Heimat: China. - Mahonia gracilipes (Oliv.) Fedde, Heimat: Diese Endemit komm nur auf dem Berg Omei im westlichen Sichuan vor. - Mahonia hainanensis C.M.Hu, Z.X.Li & F.W.Xing - Mahonia hancockiana Takeda, Heimat: Yunnan - Japanische Mahonie (Mahonia japonica (Thunb. ex Murray) DC., Syn.: Berberis japonica (Thunb.) R.Br.), nur aus Kultur in Japan bekannt. - Mahonia leptodonta Gagnep., Heimat: China (Sichuan, Yunnan) - Lomariablättrige Mahonie (Mahonia lomariifolia Takeda), Heimat: Myanmar, Westchina. - Mahonia longibracteata Takeda, Heimat: China (Sichuan, Yunnan) - Mahonia mairei Takeda - Mahonia ×media C.D.Brickell = Mahonia japonica × Mahonia lomariifolia - Mahonia monyulensis Ahrendt, Heimat: Tibet - Nepal-Mahonie (Mahonia napaulensis DC.), Heimat: Nepal - Mahonia nitens C.K.Schneid., Heimat: China (Guizhou, Sichuan). - Mahonia oiwakensis Hayata, Heimat: China (Sichuan, Yunnan, Tibet), Taiwan. - Mahonia setosa Gagnep., Heimat: Sichuan, Yunnan - Mahonia sheniii Chun, Heimat: China (Guangdong, Guangxi, Guizhou, Hunan) - Mahonia sheridaniana C.K.Schneid., Heimat: China (Hubei, Sichguan) - Mahonia taronensis Hand.-Mazz., Heimat: China (Tibet, Yunnan) - Mahonia veitchiorum (Hemsl. & E.H.Wilson) C.K.Schneid. |

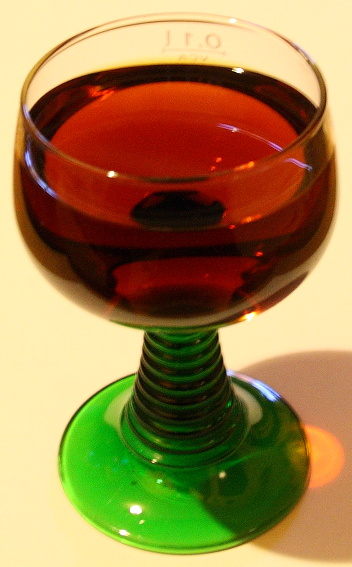
Mahonienwein